# Stylopage minutula
Stylopage minutula är en svampart som beskrevs av Drechsler 1945. Stylopage minutula ingår i släktet Stylopage och familjen Zoopagaceae.   Inga underarter finns listade i Catalogue of Life.